# I-29
Il sommergibile I-29, nome in codice Matsu, (松, in giapponese "abete"), era un sottomarino della classe I-15 della marina imperiale giapponese usato durante la seconda guerra mondiale. Fu affondato al rientro dalla seconda missione segreta in Germania mentre trasportava i piani di costruzione dei più avanzati motori e velivoli e reazione tedeschi, tra cui il Messerschmitt Me 262.
Come gli altri 19 sottomarini della sua classe, aveva una grande autonomia, alta velocità di navigazione e poteva trasportare un idrovolante che veniva lanciato da una catapulta sul ponte anteriore.

## Servizio
La chiglia dell'I-29 fu varata presso il cantiere navale di Yokosuka il 27 settembre 1940. Il sommergibile entrò in servizio il 27 febbraio 1942, nel 14º squadrone sottomarini sotto il comando di Izu Juichi (伊豆壽市).

## Missioni Yanagi
Questo tipo di missioni consentivano al Patto Tripartito delle Potenze dell'Asse di scambiarsi personale, materiali strategici e beni di consumo tra Germania, Italia e Giappone. All'inizio erano svolte da navi cargo, ma quando ciò non fu più possibile a causa dell'inasprimento del conflitto furono impiegati i sottomarini.
Solo altri quattro sottomarini tentarono queste tratte transoceaniche durante la guerra: i giapponesi I-30 (aprile 1942), I-8 (giugno 1943), I-34 (ottobre 1943) e l'U-Boot tedesco U-511 (agosto 1943). Tra questi l'I-30 fu affondato da una mina e l'I-34 da un sottomarino inglese.

## Operazioni
L'I-29 partecipò a supporto delle missioni di attacco a Port Moresby in Nuova Guinea (operazione Mo), e anche nella caccia (senza successo) della Task Force 16, responsabile dell'incursione aerea su Tokyo nell'aprile del 1942.
Le ricognizioni del porto di Sydney compiute dall'I-29 il 23 maggio 1942 precorsero l'attacco giapponese compiuto con i sommergibili tascabili.

## Prima missione Yanagi

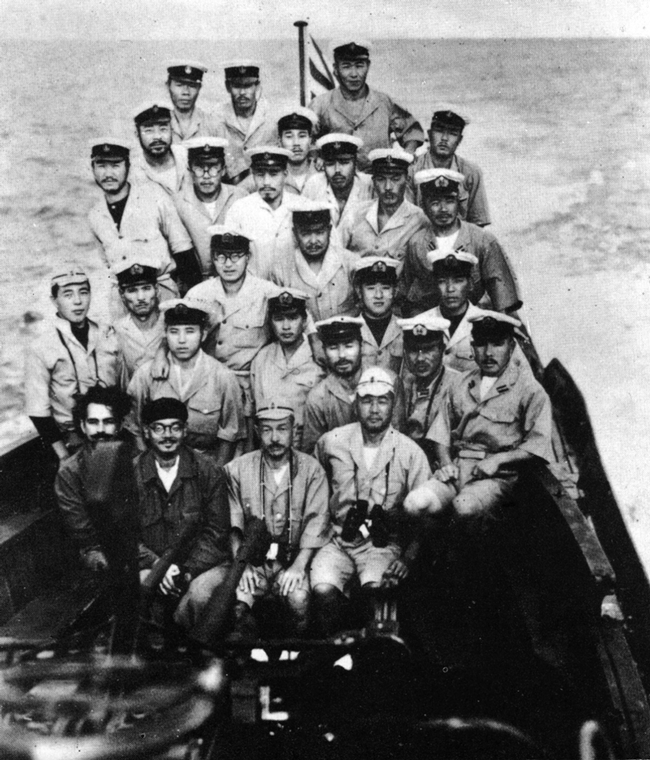
Equipaggio dell'I-29 dopo lo scambio con l'U-180 (18 aprile 1943)

Nell'aprile del 1943 fu affidata all'I-29 una missione Yanagi sotto il comando del Capitano Masao Teraoka. Lasciata Penang con un carico di undici tonnellate (che includeva due tonnellate di oro e una di mitragliatrici Type 89), si incontrò con l'U-180 il 26 aprile del 1943, al largo delle coste del Mozambico.
Durante questo incontro, che durò più di dodici ore a causa del maltempo, furono anche scambiati passeggeri, tra cui il leader del movimento d'indipendenza indiano Subhas Chandra Bose (diretto a Tokyo) e ufficiali giapponesi che studieranno le tecniche costruttive degli U-Boot in Germania. Entrambi i sottomarini riusciranno a tornare alle loro rispettive basi senza problemi.

## Seconda missione
Il 17 dicembre 1943, venne assegnata all'I-29 una seconda missione Yanagi, questa volta con destinazione Lorient, in Francia, sotto il comando di Takakazu Kinashi. Il sottomarino fu caricato a Singapore con 80 tonnellate di gomma, 80 di tungsteno, 50 di stagno, 2 di zinco e 3 di oppio, chinino e caffè.
Nonostante il controspionaggio Alleato, l'I-29 riuscì ad arrivare a Lorient l'11 marzo 1944. Fu rifornito per due volte lungo il tragitto da navi tedesche e sfuggì a tre incontri con aeroplani Alleati che avevano intercettato le sue comunicazioni radio. L'ultimo, nel golfo di Biscaglia, vide fronteggiarsi sei aeroplani della RAF contro gli Ju-88 dello squadrone V Gruppe/Kampfgeschwader 40 mandato a coprire l'ingresso dell'I-29 a Lorient.
Rifornito e allestito con nuove mitragliatrici contraeree, l'I-29 ripartì da Lorient il 16 aprile 1944 per il lungo viaggio di ritorno con un carico di 18 passeggeri, motori per siluri, macchine crittografiche Enigma, apparati radar, un motore a razzo Walter HWK 509A, un motore Jumo 004B e i piani costruttivi del Messerschmitt Me 163 e del Messerschmitt Me 262 per sviluppare l'aeroplano a razzo giapponese Mitsubishi J8M. Arrivò, senza intoppi, a Singapore il 14 luglio 1944 dove sbarcò i passeggeri, ma non il carico.

## Affondamento
Sulla strada del rientro verso Kure, in Giappone, fu intercettato nello stretto di Luzon (vicino alle Filippine) da una squadra di sottomarini statunitensi. La sera del 26 luglio 1944, fu avvistato dal sottomarino USS Sawfish che lanciò 4 siluri. Tre di questi colpirono l'I-29, che colò subito a picco. Si salvò un solo marinaio.
Il prezioso carico andò completamente perso, ad eccezione di una fotocopia dello spaccato di un motore BMW 003 che era stata riportata in patria da Eichi Iwaya. Il capo tecnico giapponese, infatti, aveva lasciato il sommergibile durante il suo ultimo scalo a Singapore per rientrare in patria più rapidamente con un volo. Sulla base di quell'unico foglio verrà costruito il primo motore a reazione giapponese, l'Ishikawajima Ne-20.